# Untere Isar oberhalb Mündung
Untere Isar oberhalb Mündung este o arie protejată (arie de protecție specială avifaunistică — SPA) din Germania întinsă pe o suprafață de 970 ha, integral pe uscat.

## Localizare
Centrul sitului Untere Isar oberhalb Mündung este situat la coordonatele 48°43′58″N 12°50′51″E / 48.7328°N 12.8475°E.

## Înființare
Situl Untere Isar oberhalb Mündung a fost declarat arie de protecție specială avifaunistică în septembrie 2006 pentru a proteja 18 specii de animale.

## Biodiversitate
Situată în ecoregiunea continentală, aria protejată nu include niciun habitat protejat.
La baza desemnării sitului se află mai multe specii protejate de  păsări (18): fluierar de munte (Actitis hypoleucos), pescăruș albastru (Alcedo atthis), rață mică (Anas crecca crecca), Anas strepera strepera, Ardea purpurea purpurea, barză neagră (Ciconia nigra), erete de stuf (Circus aeruginosus), ciocănitoarea de stejar (Dendrocopos medius), ciocănitoare neagră (Dryocopus martius), egretă albă (Egretta alba), muscar-gulerat (Ficedula albicollis), Ixobrychus minutus minutus, sfrâncioc roșiatic (Lanius collurio), Luscinia svecica cyanecula, viespar (Pernis apivorus), ciocănitoare verzuie (Picus canus), cresteț pestriț (Porzana porzana), pițigoi-pungar (Remiz pendulinus).